# 波斯特 (德克薩斯州)
波斯特（英語：Post）是一個位於美國德克薩斯州加扎縣的城市。根據2010年美國人口普查，該地共人口5376人，而該地的面積約為9.80平方千米。同時該地也是加扎縣的縣治。

## 地理
波斯特的座標為33°11′30″N 101°22′50″W / 33.19167°N 101.38056°W，而該地的平均海拔高度為794米（即2605英尺）。